# Jay Cutler (Footballspieler)
Jay Christopher Cutler (* 29. April 1983 in Santa Claus, Indiana) ist ein ehemaliger US-amerikanischer American-Football-Spieler auf der Position des Quarterbacks.

## Highschool und College
Cutler besuchte die Highschool in Lincoln City, Indiana, und spielte anschließend College Football an der Vanderbilt University.

## NFL

### Denver Broncos
Im NFL Draft 2006 wurde Cutler in der ersten Runde als elfter Spieler von den Denver Broncos ausgewählt. Der 1,91 m große Cutler trägt die Rückennummer 6 und spielte bis 2008 bei den Broncos. Nach der Saison 2008 wurde er in den Pro Bowl gewählt.

### Chicago Bears
Am 2. Januar 2014 unterschrieb Cutler einen 7-Jahres-Vertrag bei den Chicago Bears, der ihn bis in die Saison 2020 an den Club band und ihm 126 Millionen US-Dollar in Aussicht stellte. Nach einer durchwachsenen Saison 2014, in der bereits über einen möglichen Abschied Cutlers spekuliert wurde, steigerte er sich 2015 und stellte mit 92,3 einen persönlichen Saisonrekord im QB Rating auf. Beim 22:19-Sieg über die San Diego Chargers am 9. November 2015 stellte er mit seinem 139. Touchdown-Pass für die Bears einen neuen Franchise-Rekord auf.
Am 9. März 2017 wurde er von den Chicago Bears entlassen.
Am 5. Mai 2017 nahm er eine Aufgabe als Kommentator bei Fox an, mit der er John Lynch ablöste.

### Miami Dolphins
Im August 2017 kam Cutler aus dem Ruhestand und unterschrieb für ein Jahr bei den Miami Dolphins, nachdem sich Ryan Tannehill saisonbeendend verletzt hatte. Er beendete die Saison mit 19 Touchdowns und 14 Interceptions. Cutler konnte sich nicht mit den Dolphins für die Playoffs qualifizieren. Er beendete daraufhin seine Spielerkarriere.

## Privates
Von 2013 bis 2022 war Cutler mit Schauspielerin und Model Kristin Cavallari verheiratet. Das Paar hat zwei Söhne (* 2012 bzw. * 2014) und eine Tochter (* 2015). 2008 wurde bei Cutler Diabetes mellitus Typ 1 diagnostiziert.